# Gonçalo Mabunda
Gonçalo Mabunda, född 1975 i Maputo i Moçambique, är en moçambikansk formgivare och skulptör.
Gonçalo Mabunda utbildade sig i Moçambique och Sydafrika och har arbetat som konstnär på heltid sedan 1997. Han använder i sina möbler, bland annat tronstolar, och i sina antropomorfa skulpturer, vapen, vilka samlades in 1992 efter ett sexton års väpnade konflikter i Moçambique. Han hade sin första utställning utanför Moçambique 1995 på Technikon Natal i Durban i Sydafrika.
Han gjorde prisskulpturen för Clinton Global International Citizen Awards 2008. Han har engagerats att delta i delutställningen All The World’s Futures på Venedigbiennalen 2015.
Gonçalo Mabunda bor och arbetar i Maputo.